# Ан-158
Антонов Ан-158 — близькомагістральний пасажирський літак, продовження модельного ряду Ан-148. Розробником та виробником є Державне підприємство «Антонов» м. Київ, Україна.
Представлений 21 квітня 2010 в м. Києві.. Перший політ Ан-158 відбувся 28 квітня 2010 року з аеродрому ДП Антонов. Завершив сертифікацію 28 лютого 2011 року.
Літак Ан-158 — має вставку в фюзеляжі довжиною 1700 мм. За допомогою вінглетів зменшена витрата пального і в цілому покращена економічність літака. Він розрахований для перевезення від 86 до 99 пасажирів на дальність до 3000 км.
За словами генконструктора Дмитра Ківи, ціна одного Ан-158 — $ 25-30 млн залежно від комплектації.
У 2011 році бажання придбати близько сімдесяти Ан-158 висловили авіаперевізники з Росії, України, країн Азії, Африки та Латинської Америки. Зокрема, російська авіакомпанія «Атлант-Союз» уклала твердий контракт на десять Ан-158, обумовивши опціон ще на п'ять, а ще шість замовила кубинська Cubana.

## Експлуатаційні параметри
Ан-158 — регіональний пасажирський реактивний літак, створений на базі Ан-148.
Літак одержав сертифікати міждержавного авіаційного комітету країн СНД і Державіаадміністрації України на відповідність авіаційним правилам АП-25, відповідним американським правилам FAR-25 і європейським CS-25.
Літак Ан-158 сертифікований для перевезення 99 пасажирів (при компоновці з одним туалетним модулем) на відстань до 2,5 тис. км або 86 пасажирів на 3,1 тис. км.
Ан-158 зможе експлуатуватися:
- вдень і вночі в будь-який час року в простих і складних метеоумовах;
- в діапазоні географічних широт 70 північної і 55 південної;
- в умовах природного зледеніння при температурі зовнішнього повітря до −30 ° С;
- при температурах зовнішнього повітря біля землі від −55 ° С до +45 ° С;
- на аеродромах, розташованих на висотах від −300 до 3000 м над рівнем моря;
- на міжнародних трасах в системі B-RNAV[en] і P-RNAV з точністю RNP1;
- за схемами SID, STAR, Approach;
- виконувати посадку по категорії IIIA ІКАО

Наразі після проведення наземних та льотних випробувань на високогірних аеродромах у Еквадорі (Латакунга, висота 2800 м) та Болівії (Ла-Пас, висота 4000 м), проводиться підготовка документації для отримання відповідних доповнень до сертифікату типу на літак.

## Уніфікація з Ан-148
Літаки сімейства мають високий ступінь уніфікації, в тому числі:
- єдині шасі і основні літакові системи;
- єдину силову установку — Д-436-148;
- єдиний комплекс бортового радіоелектронного обладнання з можливістю нарощування функцій;
- єдину кабіну екіпажу і систему управління;
- єдину систему технічного обслуговування та ремонту;
- єдину систему технічної документації;
- єдину систему підготовки та навчання екіпажів;
- єдині пасажирські модулі кабіни.

## Відмінності відАн-148
У числі основних відмінностей Ан-158 від Ан-148:
- збільшена кількість пасажирських місць до 99;
- подовжена на 2,5 м пасажирська кабіна;
- збільшений об'єм багажних полиць у пасажирській кабіні;
- вдосконалена конструкція крила;
- зменшені на 9% витрати палива;
- зменшені на 12% прямі експлуатаційні витрати.

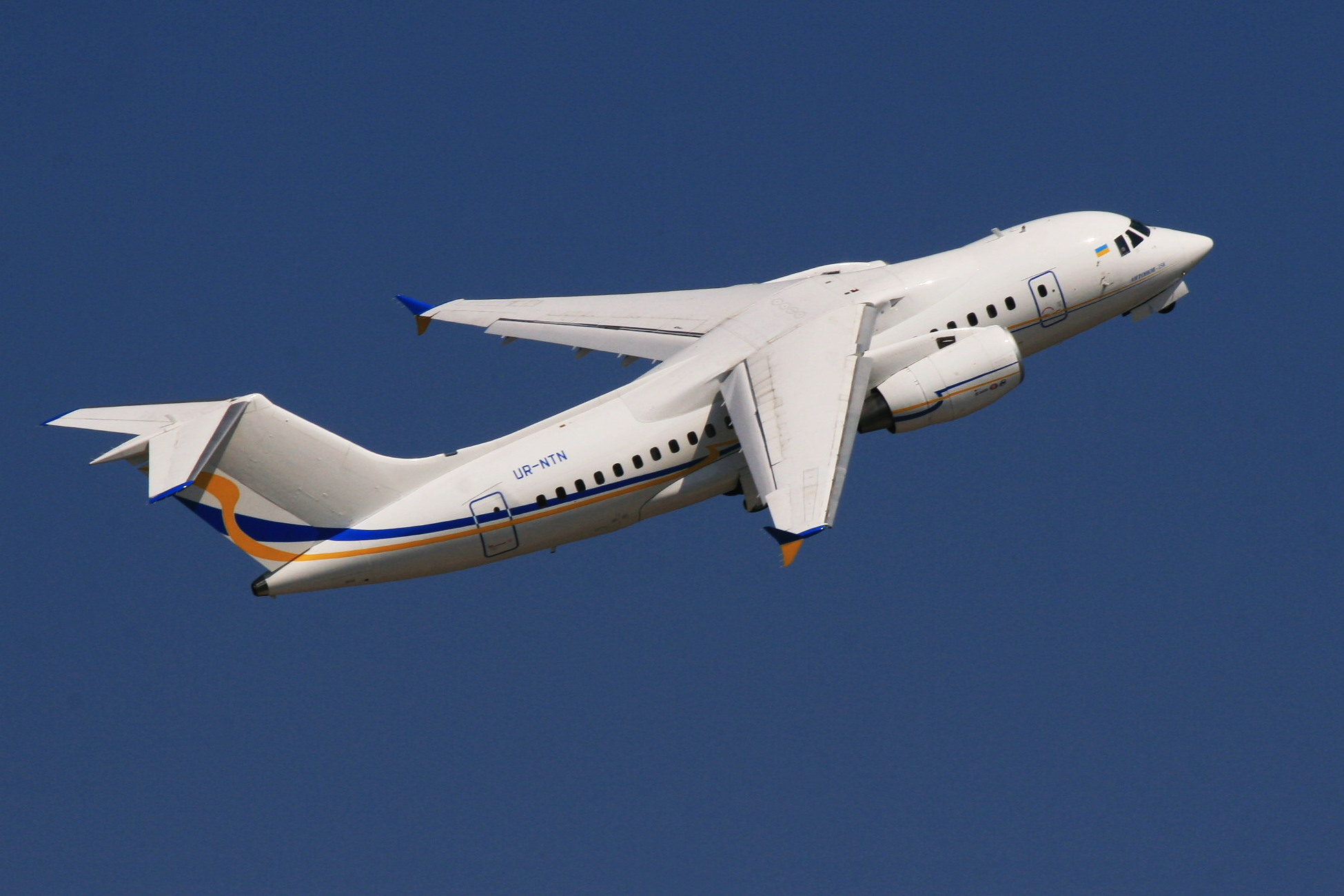
Ан-158 в небі

## Кооперація, замовлення та перспективи
30 квітня 2010 р. Росія і Україна домовилися про розподіл робіт по модельному ряду літаків «Антонов» між підприємствами двох країн. Згідно з умовами договору відбудеться розподіл робіт по модельному ряду літаків: основним складальником Ан-148 буде ВАЛТ, а фінальним складальником модифікованої версії (Ан-158) буде «Антонов».
В майбутньому ринок для літаків даного сімейства оцінюється в 250 машин. На травень 2010 року вже є 130 замовлень на літаки сімейства Ан-148/158. З них 54 — це тверді замовлення. Планується досягнути випуску близько 12 лайнерів на рік. Для цього буде розвиватися кооперація між українськими підприємствами. Вже підписано контракт на серійне виробництво та постачання комплектуючих з Одеським авіаційно-ремонтним підприємством «Одесавіаремсервіс».
25 лютого 2011 року літак отримав сертифікат типу. Завдяки збільшеній кількості місць у розрахунку на один пасажиро-кілометр, експлуатаційні характеристики літака покращилися на 15-18%.
На авіасалоні Ле Бурже у 2011 р. було підписано контракт з російською компанією Ільюшин Фінанс Ко. на постачання 10 машин. Вартість контракту склала 300 млн доларів.
У липні 2011 року регіональний пасажирський літак Ан-158 отримав сертифікати від Державної авіаційної служби України та міждержавного авіаційного комітету СНД.
28 липня 2011 року Іран і Державний концерн «Антонов» підписали договір про спільне виробництво реактивних літаків нового покоління Ан-148, Ан-158.
В подальшому ця модель стане базовою для створення інших модифікацій, таких як VIP-конфігурація Ан-168 та вантажний і військово-транспортний варіант Ан-178, який станом на лютий 2011 року перебував на етапі ескізного проєкту й відрізнявся від АН-158 збільшеним діаметром фюзеляжу і наявністю хвостової рампи. Презентація проєкту Ан-178 отримала хороші відгуки у російських та індійських військових, які хотіли придбати кілька сотень рампових літаків нового покоління в класі вантажопідйомності 15-20 тонн.
10 липня 2012 року у рамках міжнародного авіакосмічного салону Фарнборо-2012 російська лізингова компанія Іллюшин Фінанс Ко (ВАТ ІФК) підписала договір купівлі-продажу на постачання до 2014 року в Панаму 15-ти українсько-російських регіональних реактивних літаків нового покоління Ан-148 і Ан-158 на загальну суму близько $420 млн.

## Виробництво
Ан-158 органічно доповнює Ан-148, що вже в серійному виробництві і експлуатується в базовій конфігурації Ан-148-100. У Ан-158 дуже високий ступінь уніфікації з Ан-148: єдині кабіна, системи, агрегати, елементи планера і так далі. Тому витрати на навчання екіпажів та підтримання парку в справному стані невисокі, що вигідно експлуатуючим організаціям. Виробництво літаків Ан-158 буде розгорнуто на київському серійному авіаційному заводі «Антонов».
Планується сертифікувати літак за нормами ЄС. Вже отримано сертифікат типу Європейського агентства авіаційної безпеки (EASA) на англомовну кабіну літаків сімейства.
20 березня 2013 року здійснив перший політ перший серійний Ан-158 № 201-01.
18 квітня 2013 року перший серійний літак Ан-158 був переданий іноземному замовнику, авіакомпанії Cubana de Aviacion (Куба).
У 2018 керівництвом ДП «Антонов» заявлено про відновлення виробництва Ан-158